# Приозерье (Вологодская область)
Приозерье — деревня в Кирилловском районе Вологодской области. Входит в состав Липовского сельского поселения, с точки зрения административно-территориального деления — в Липовский сельсовет.

## География
Находится возле озера Остолоповское, откуда и новое название Приозерье. Ранее озеро получило название по прежнему названию деревни Остолопово
географическое положение
Расстояние до районного центра Кириллова по автодороге — 10 км, до центра муниципального образования Вогнемы по прямой — 11 км. Ближайшие населённые пункты — Погорелово, Ермаково, Пеньково.

## История
В 1966 г. Указом Президиума ВС РСФСР деревня Остолопово
переименована в Приозерье.

## Население
| 2010 |
| ---- |
| 3    |

## Инфраструктура
Личное подсобное хозяйство.

## Транспорт
Просёлочные дороги.